# Paul Küppers

Nachruf auf Dr. Dr. Küppers

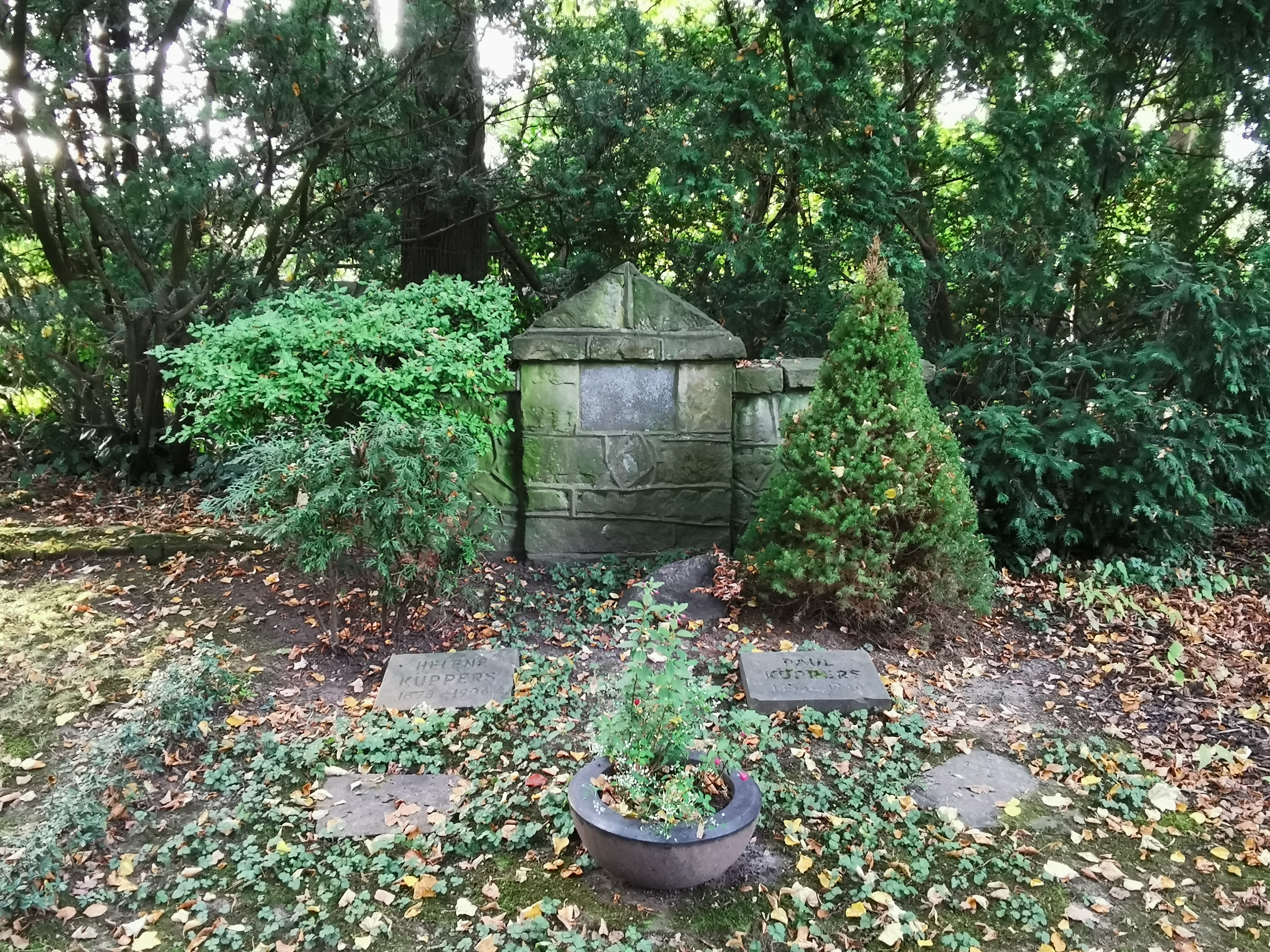
Ehrengrab auf dem Friedhof Wiemelhausen

Paul Küppers (* 28. Juli 1858 in Mönchengladbach; † 4. Juli 1936 in Bochum) war ein deutscher Journalist, Politiker und lokaler Historiker. Er war einer der bekanntesten Beobachter des Bochumer Lebens in seiner Zeit.

## Leben
Nachdem er früh seine Eltern verloren hatte, besuchte er Schulen Mönchengladbach und in Köln und bestand am Eberhard-Ludwigs-Gymnasium in Stuttgart die Reifeprüfung. Danach studierte er in Leipzig und Wien Rechts- und Staatswissenschaften und promovierte zum Dr. phil. Seine journalistische Laufbahn startete 1884 in Nürnberg beim „Korrespondent von und für Deutschland“.
In Bochum übernahm er ab dem 1. Oktober 1889 die Stelle als Schriftleiter der Zeitung Märkischer Sprecher. Der Märkische Sprecher war das amtliche Kreisblatt für den Stadt- und Landkreis Bochum, die Ausrichtung war national-liberal. Im Jahr 1920 trat er von seinem Posten zurück.
Lange Zeit Junggeselle, heiratete er im „reifen Mannesalter stehend“. Seine zwanzig Jahre jüngere Frau Helene verstarb aber früh, mit 28 Jahren im Jahr 1906. Er hatte einen Sohn.
Neben seiner Tätigkeit bei der Zeitung war er auch Stadtverordneter von Bochum. Dort war der überzeugende Redner „… in so mancher Wahlschlacht gegen den Marxismus als ein glühender Deutscher und leidenschaftlicher Verfechter des vaterländischen Gedankens“ angetreten. Weiterhin war er im Westfälischen Provinzlandtag für die Nationalliberale Partei.
In der Bochumer Stadtgesellschaft war er sehr aktiv. Seine soziale Einstellung, welche in Nachrufen gewürdigt wurde, zeigte er durch Einsatz in dem evangelischen Arbeiterverein, der Mittelstandsfürsorge, Kleinrentnersache und Blindenfürsorge. Er war Mitbegründer der Baugenossenschaft Eigenheim und zehn Jahre Prokurist der Bochumer Heimstätten-Gesellschaft.
Kulturell betätigte er sich unter anderem mit der Gründung der Literarischen Gesellschaft Bochum.
Sein Hauptaugenmerk war die lokale Geschichte, auf der er auch bemerkenswertes leistete. Er schrieb über die Bochumer Industrie und ihre führenden Männer, verfasste wertvolle Aufsätze über die Entstehung der Bochumer Rathäuser und Denkmäler, und bis kurz vor seinem Tode arbeitete er an Bochumer Familiengeschichten. Für sein Buch über die Ruhrbesetzung betrieb er jahrelange, präzise Nachforschungen. Laut Aussagen des Stadtarchivs Bochum ist die Veröffentlichung über die städtischen Geschehnisse in Bezug auf die Ruhrbesetzung im Ruhrgebiet einmalig.
Im Alter von 69 Jahren promovierte er zum zweiten Mal mit dem stadtgeschichtlichen Werk über die Kriegsarbeit der Stadt Bochum im Jahre 1927 an der Münsterschen Universität zum Dr. rer. pol. Die Publikation verschafft einen guten Überblick über die wirtschaftliche Lage, die Fürsorge und die Wohlfahrtspflege in Bochum während des Ersten Weltkriegs.
Seine Bekanntheit in Bochum lässt sich vielleicht auch daraus ablesen, dass schon 1929, also zu seinen Lebzeiten, die Küppersstraße nach ihm benannt wurde. Von einer Lungenentzündung im März 1936 körperlich ausgezehrt, starb er am 4. Juli des gleichen Jahres im Bergmannsheil Bochum. Bestattet wurde er auf dem Friedhof in Wiemelhausen unter großer Anteilnahme der Stadtgesellschaft. Die Trauerfeier fand seinem Wunsch und seiner Art entsprechend bescheiden statt. Sein umfangreicher Nachlass von 1,5 laufenden Metern liegt im Stadtarchiv – Bochumer Zentrum für Stadtgeschichte.

## Ämter
- Mitbegründer und Zweiter Vorsitzender des Verbandes der rheinisch-westfälischen Presse[11]
- Stadtverordneter des Rates der Stadt Bochum von 1910 bis 1929
- Mitglied des Westfälischen Provinzlandtages

## Veröffentlichungen
- Bismarck: Erinnerungen und Urkunden aus einer Bismarckstadt der westfälischen Mark zum 100. Geburtstag des Eisernen Kanzlers. Bochum, 1915.
- Die Kriegsarbeit der Stadt Bochum 1914–1918. Wilhelm Stumpf, Bochum, 1926.
- Rathausbilder – Erinnerungen eines Altstädters. Wilhelm Stumpf, Bochum 1927 (uni-muenster.de [abgerufen am 1. Oktober 2023]).
- Die Bochumer Heimstätten-Gesellschaft GmbH 1917–1927. Bochum, 1929.
- Bochum unter fremder Gewalt in den Jahren der Ruhrbesetzung 1923–1925. Wilhelm Stumpf, Bochum 1930.
- Louis Baare (1821–1897). In: Rheinisch-Westfälische Wirtschaftsbiographien, Band I. Aschendorff, Münster 1931, S. 230–245.

## Ehrungen
- Ehrenvorsitzender des Reichsverband der Deutschen Presse, Verbandskreis Bochumer[12]
- Ehrenmitglied des Verbandes der rheinisch-westfälischen Presse[11]
- Ehrengrab der Stadt Bochum auf dem Friedhof Wiemelhausen[13]
- Benennung der Küppersstraße in Bochum